# Povilasia
Povilasia là một chi bướm đêm thuộc họ Geometridae.